# Gnathia hirayamai
Gnathia hirayamai är en kräftdjursart som beskrevs av Nunomura 1992. Gnathia hirayamai ingår i släktet Gnathia och familjen Gnathiidae. Inga underarter finns listade i Catalogue of Life.